# Route impériale 58
De Route impériale 58 of De Bruxelles à Aix-la-Chapelle (Van Brussel naar Aken) was een Route impériale in België, Nederland en Duitsland. De route is opgesteld per keizerlijk decreet in 1811 en lag toen geheel binnen het Franse Keizerrijk. Na de val van Napoleon Bonaparte kwam de route buiten Frankrijk te liggen en verviel het nummer. 

## Route
De route liep vanaf Brussel via Leuven, Tienen, Sint-Truiden, Tongeren en Maastricht naar Aken. Tegenwoordig lopen over dit traject de Belgische N2, N3 en N79, de Nederlandse N278 en de Duitse B1. 
Tussen Tongeren en Maastricht liep de RI 3 mee met de route.